# Arrigo Miglio
Arrigo Miglio (San Giorgio Canavese, 1942. július 18. –) a római katolikus egyház olasz prelátusa. 2022. május 29-én Ferenc pápa bejelentette, hogy bíborossá kreálja az augusztus 27-re tervezett konzisztóriumon. Akkor már átlépi a pápa megválasztásában való részvétel jogának korhatárát.

## Élete
Miglio az olaszországi Piemont régióbeli San Giorgio Canavesében született, és 1967. szeptember 23-án szentelték pappá. 1992. március 25-én II. János Pál pápa Iglesiasi egyházmegye püspökévé nevezte ki, Luigi Bettazzi érsek szentelte fel április 25-én. 1999. február 20-án Migliót az Ivreai egyházmegye püspökévé nevezték ki. A katolikus olaszok tudományos bizottságának elnöke és társadalmi heteik szervezője, valamint az Olasz Püspöki Konferencia társadalmi kérdésekkel, munkával, igazságossággal és békével foglalkozó püspöki bizottságának tagja. 2012. február 25-én XVI. Benedek pápa Cagliari érsekévé nevezte ki, és ugyanazon év június 29-én kapta meg a metropolita érseki palliumot. Az év szeptember 3. óta a Szardíniai Püspöki Konferencia elnöke.
2013. szeptember 22-én üdvözölte Ferenc pápát Cagliariban, és elkísérte minden nyilvános kinevezésére. 2019. november 16-án a pápa elfogadta lemondását érseki tisztségéről, és Giuseppe Baturit nevezte ki utódjának.

## Fordítás
- Ez a szócikk részben vagy egészben  az   Arrigo Miglio című angol Wikipédia-szócikk ezen változatának fordításán alapul.  Az eredeti cikk szerkesztőit annak laptörténete sorolja fel. Ez a jelzés csupán a megfogalmazás eredetét és a szerzői jogokat jelzi, nem szolgál a cikkben szereplő információk forrásmegjelöléseként.